# Cyrestis seminigra
Cyrestis seminigra är en fjärilsart som beskrevs av Smith 1889. Cyrestis seminigra ingår i släktet Cyrestis och familjen praktfjärilar. Inga underarter finns listade i Catalogue of Life.